# Jamaica i olympiska sommarspelen 1968
Jamaica deltog med 25 deltagare vid de olympiska sommarspelen 1968 i Mexico City. Totalt vann de en silvermedalj.

## Medaljer

### Silver
- Lennox Miller - Friidrott, 100m.